# Batalla de la bahía de Mobile
La Batalla de la bahía de Mobile fue una batalla naval ocurrida entre el 2 y el 23 de agosto de 1864, en el marco de la guerra civil estadounidense. La batalla supuso una victoria importante para la Unión, pues dejó sin puertos a la Confederación tras la captura del puerto de Savannah, en Georgia. Ambos hechos fueron un importante impulso para la reelección de Abraham Lincoln como presidente de Estados Unidos.

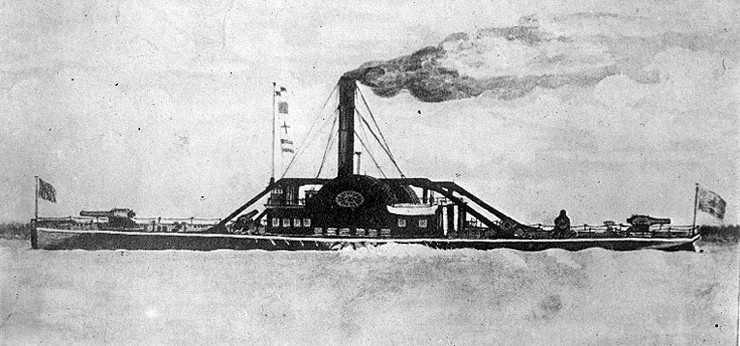
CSS Selma

## Batalla
Comandando las fuerzas de la Unión se encontraba el Almirante David Farragut, mientras que por parte de la Confederación estaba al mando el Almirante Franklin Buchanan. La batalla se produjo en la costa de Alabama, a la entrada de la bahía de Mobile, que estaba defendida por dos fuertes confederados: Fuerte Morgan y Fuerte Gaines, y por una serie de minas navales que crearon un estrecho canal por el que entrar y salir de la bahía.
Con 18 navíos en total, comandó una fuerza naval bastante más poderosa que la de la Confederación, que solo contaba con cuatro navíos. No obstante, la Unión sufrió una tremenda pérdida, pues el USS Tecumseh fue críticamente dañado por una mina ("torpedo"), y se hundió en menos de tres minutos con 94 hombres a bordo. 
Bajo el fuego confederado procedente tanto de la flota confederada como del Fuerte Morgan, Farragut tuvo que escoger entre la retirada o desafiar el campo de minas. De acuerdo con algunas fuentes, Farragut pronunció en ese momento su famosa frase: «¡Al diablo con los torpedos! ¡A toda velocidad!» ("Damn the torpedoes! Full speed ahead!").
Así, Farragut, al mando de su buque insignia, superó el campo de minas, siendo seguido por toda su flota. Cuando alcanzaron la bahía, derrotaron a la flota confederada. Buchanan, así, se entregó a bordo del USS Hartford. De este modo, después de tres semanas, tras operaciones conjuntas entre el Ejército y la Armada de la Unión, se capturaron los fuertes que defendían la bahía. La ciudad de Mobile permaneció en manos confederadas, pero sus posiciones fuertes en la bahía fueron clausuradas.

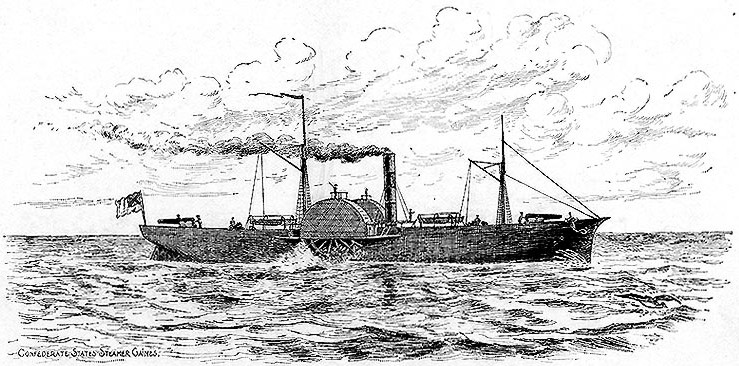
CSS Gaines

## Combatientes

### Unión

#### Armada
14 barcos de madera:
- USS Brooklyn
- USS Itasca
- USS Kennebec
- USS Monongahela
- USS Oneida
- USS Richmond
- USS Seminole
- USS Hartford
- USS Galena
- USS Metacomet
- USS Octorara
- USS Lackawanna
- USS Ossipee
- USS Port Royal

4 monitores acorazados:
- USS Tecumseh
- USS Manhattan
- USS Winnebago
- USS Chickasaw

#### Ejército
Fuerzas terrestres de Mobile Bay — Mayor General Gordon Granger
- Brigadier de Clark — Coronel George Washington Clark
- 2.º Brigadier — Coronel Henry Bertram
- 3.er Brigadier (2.ª División, XIX Corps) — Coronel Joshua J. Guppey
- Ingeniero Brigadier (Corps d'Afrique) — Coronel George D. Robinson
- Ingeniero Brigadier (XIX Corps) — Brigadier General Joseph Bailey
- Artillero (XIX Corps) — Brigadier General Richard Arnold

### Confederación

#### Armada
3 bombarderos:
- CSS Morgan
- CSS Gaines
- CSS Selma

1 acorazado:
- CSS Tennessee

#### Ejército
Distrito de Gulf — Mayor General Dabney Maury
- Fuerte Morgan — Brigadier General Richard Page
- Fuerte Gaines — Coronel Charles D. Anderson